# 35646 Estela
35646 Estela este o planetă minoră (asteroid), cu un diametru de 7,249 km, din centura de asteroizi. A fost descoperită pe 18 mai 1998 la Stația Anderson Mesa de Lowell Observatory Near-Earth-Object Search. 
Obiectul prezintă o orbită caracterizată de o semiaxă mare de 3,087301 UAi, o excentricitate de 0,1, o înclinație de 4,59221 ° în raport cu ecliptica.